# Okko Kamu
Okko Tapani Kamu (Helsinki, 7 marzo 1946) è un violinista e direttore d'orchestra finlandese.

## Biografia
Kamu nacque in una famiglia di musicisti. Suo padre suonava il contrabbasso nell'Orchestra filarmonica di Helsinki. Iniziò gli studi di violino all'età di due anni ed entrò all'Accademia Sibelius all'età di sei anni. Formò il suo quartetto d'archi, il Suhonen, nel 1964, dove suonava come primo violino. All'età di 20 anni fu nominato primo violinista solista all'Opera Nazionale Finlandese e mantenne questo incarico fino al 1968. In seguito iniziò a dirigere, inizialmente con l'orchestra dell'Opera Nazionale Finlandese. Principalmente autodidatta, diventò direttore ospite principale dell'Opera reale svedese nel 1969, lo stesso anno in cui vinse il primo concorso Herbert von Karajan di direzione d’orchestra a Berlino. Dal 1971 al 1977 Kamu è stato direttore principale dell'Orchestra sinfonica della radio finlandese.
Al di fuori della Finlandia, Kamu è stato direttore principale della Filarmonica di Oslo dal 1975 al 1979. Ha anche ricoperto posizioni di comando presso la Stockholm Sinfonietta. È stato direttore ospite principale della City of Birmingham Symphony Orchestra, dell'Orchestra Filarmonica di Copenaghen, della Helsingborg Symphony Orchestra e della Orchestre de Chambre de Lausanne. Attualmente è il principale direttore ospite dell'Orchestra Sinfonica di Singapore.
Kamu è stato direttore principale dell'Opera Nazionale Finlandese dal 1996 al 2000. È stato un notevole direttore d'orchestra delle opere di Aulis Sallinen nel teatro dell'opera dove diresse le anteprime di The Red Line, King Lear e The Palace e le registrò. Ha anche diretto le anteprime della 2ª e 3ª sinfonia di Sallinen e ne ha registrate altre. Nell'aprile 2009 l'Orchestra Sinfonica di Lahti annunciò la nomina di Kamu come suo successivo direttore principale, a partire dall'autunno del 2011. Il contratto iniziale di Kamu era previsto fino alla primavera del 2014. Nel novembre 2012 l'orchestra annunciò l'estensione del contratto di Kamu fino a fine luglio 2016, momento in cui concluse il suo mandato con la Lahti.

## Registrazioni
Kamu ha registrato più di 100 dischi per varie etichette, come Finlandia e Musica Sveciae. Per la Naxos Records ha registrato le quattro sinfonie di Franz Berwald e il suo concerto per pianoforte, la musica completa per orchestra d'archi di Aulis Sallinen, concerti per flauto di Penderecki, Takemitsu e Sallinen. I due dischi di Kamu di Berwald per Naxos hanno entrambi ricevuto il raro premio Diapason d'Or.
Nel 1994, Kamu divenne membro dell'Accademia reale svedese di musica. Nel 1999 è stato insignito della medaglia dell'Ordine del Leone di Finlandia dall'allora presidente della Finlandia Martti Ahtisaari.